# Adh-Dhàhir Timurbughà
Al-Màlik adh-Dhàhir Timurbughà ar-Rumí —àrab: الملك الظاهر تمربغا الرومي, al-Malik aẓ-Ẓāhir Timurbuḡā ar-Rūmī—, més conegut simplement com a adh-Dhàhir Timurbughà, fou soldà mameluc de la dinastia burjita o circassiana (1468).
Yalbay fou derrocat en un cop d'estat per un emir rival, Timurbughà que va pujar al tron amb el títol d'al-Màlik adh-Dhàhir Timurbughà ar-Rumí. Es va trobar el tresor buit i no va poder pagar als mamelucs l'habitual regal que cada vegada en més quantia es pagava als mamelucs a les preses de poder. Això li va fer perdre el suport dels emirs i poc després era obligat a renunciar i l'emir Qàït-bay, antic cap de la guàrdia de Khúixqadam i cap de la facció ashrafiyya de mamelucs de l'antic sultà al-Ashraf Barsbay, fou proclamat sultà.